# ソン・スンホン
ソン・スンホン（朝: 송승헌、英: Song Seung Heon, 1976年10月5日 - ）は、韓国の俳優。STARSHIPエンターテインメント（キングコング by STARSHIP）所属。2000年に主演した連続テレビドラマ『秋の童話』のヒットで有名となる。テレビドラマ『エデンの東』『マイ・プリンセス』や、香港・米国合作のアクション映画『クローサー』など多くの作品に出演している。
本貫は清州宋氏。

## 略歴
1995年にカフェでアルバイト中にスカウトされ、ファッションブランド「292513=storm (스톰)」のモデルとしてデビューした。
1996年10月21日放送開始のシットコム『男女6人恋物語』に出演し、俳優としてデビューした。その後、テレビドラマ『美しい彼女』『あなた、そして私』『勝負師』『Happy Together』や映画『ホワイトクリスマス 恋しくて、逢いたくて』など多くの作品に出演した。
2000年に主演したテレビドラマ『秋の童話』が大ヒットし、韓国でトップスターの仲間入りをした。『秋の童話』はアジア各国でも放送され、国際的な韓流スターとして知られるようになった。
2004年に兵役のため入隊し、2006年11月15日に除隊した。
除隊後の芸能界復帰第一作として制作され、2008年11月に公開された映画「宿命」は、韓国国内における興業的成功は得られなかった。一方、主演したテレビドラマ『エデンの東』はその年8月に放送開始され、各回約25%から30%の視聴率を得た。放送途中の12月30日には放送局MBCの演技大賞の最高賞である大賞および男性人気賞ならびに共演者イ・ヨニと共にベストカップル賞を受賞した。『エデンの東』は翌2009年3月まで放送され、同年11月に第17回大韓民国文化演芸大賞のタレント部門大賞を受賞した。
2010年には韓流を広めるために貢献したとしてアイドルグループ少女時代と共に文化体育観光部長官から表彰を受けた。

### 日本での活動など
韓国の公式ファンクラブ「ホニラン」の日本サイト「Honeylang Japan ホニランジャパン」がある。これとは別に2006年7月19日には日本における公式のファンクラブ「SONG SEUNG HEON Japan Official Fanclub」が発足した。
除隊後の2006年12月の初来日時には、成田空港に約6000人が集まり、さいたまスーパーアリーナで開催されたファン・ミーティングに1万5000人のファンが参加した。

## 出演作品

### 映画
- ホワイトクリスマス 恋しくて、逢いたくて[27] (카라[28]〈カラ〉1999年)[2]
- クローサー (夕陽天使、2002年、香港映画)[29]
- ひとまず走れ! (일단 뛰어[30]〈イルタン トゥィオ〉2002年)[2]
- 氷雨 (빙우、2004年)[31]
- あいつはカッコよかった (그 놈은 멋있었다[32]、2004年)[2]
- 宿命 (숙명[33]〈スンミョン〉2008年)[2]
- 男たちの挽歌 A BETTER TOMORROW (무적자[34]、2010年)[2]
- ゴースト もういちど抱きしめたい (2010年、日本映画)[35]
- 情愛中毒[36] (인간중독 人間中毒、2014年[37])
- ミス・ワイフ (미쓰 와이프[38]、2016年)[39]
- 第3の愛 (第三種愛情、2016年[40]、中国映画)[41]
- 隊長キム・チャンス（英語版）（대장 김창수、2017年）
- エア・ストライク（大轟炸、2018年、中国映画）[42]

### テレビドラマ
- 男女6人恋物語 (남자 셋 여자 셋[43][44]〈ナムジャ セッ ヨジャ セッ〉1996年、MBC)[2]
- 美しい彼女 (아름다운 그녀[43]〈アルムダウン クニョ〉1997年、SBS)[2] - イ・ミニョク役
- あなた、そして私 (그대 그리고 나[43]〈クデ クリゴ ナ〉1997年-1998年[45]、MBC)[2] - パク・ミンギュ役
- 勝負師 (승부사[43]〈スンブサ〉1998年、SBS)[2] - チョン・ミンス役
- Happy Together (해피 투게더[43]〈ヘピ トゥゲド〉1999年、SBS)[2] - ソ・ジソク役
- メッセージ (메시지〈メシジ〉1999年、SBS)[2][46]
- ひまわり（1999年）
- ポップコーン (팝콘[43]〈パプコン〉2000年、SBS)[2] - イ・ヨンフン役
- 秋の童話 (가을동화[43]〈カウルドンファ〉2000年、KBS)[2] - ユン・ジュンソ役
- ロー・ファーム 法律事務所 (로펌[43]〈ロッポム〉2001年、SBS)[2] - チョン・ヨンウン役
- 夏の香り (여름향기[43]〈ヨルミャンギ〉2003年、KBS)[2] - ユ・ミヌ役
- エデンの東 (에덴의 동쪽[43]〈エデネ トンチョク〉2008年-2009年[15]、MBC)[2] - イ・ドンチョル役
- マイ・プリンセス (마이 프린세스[43]〈マイ プリンセス〉2011年、MBC)[2] - パク・ヘヨン役
- Dr.JIN (닥터 진[43]〈タクト チン〉2012年、MBC)[2] - ジン・ヒョク役
- 男が愛する時 (남자가 사랑할 때[47]〈ナムジャガ サランハル テ〉2013年、MBC)[2] - ハン・テサン役
- 師任堂（サイムダン）、色の日記 （2017年、SBS） - イ・ギョム（宜城君）役[48]
- ブラック〜恋する死神〜（2017年、OCN） - ブラック／ハン・ムガン役[49]
- プレーヤー〜華麗なる天才詐欺師〜（2018年、OCN）  - カン・ハリ／チェ・スヒョク役[50]
- 偉大なショー〜恋も公約も守ります!〜 （2019年、tvN） - ウィ・デハン役[51]
- 夕食、一緒に食べませんか?（2020年、MBC） - キム・ヘギョン役[52]
- ボイス4（2021年、tvN）- デリック・チョ役[53]
- 配達人 ～終末の救世主～（2023年、Netflix） - リュ・ソク役[54]
- プレイヤー2: 喧嘩屋たちの戦争 (2024年, TVN) - カンガハリ 役[55]

### ミュージックビデオ
- ハル (一日) (2000年)[2]
- 悲しき恋歌～序章～ (2004年)[2]
- 恋歌2008 (2008年)[2]

### CM
- 292513=storm (1995年)
- 第一製糖 アイコン (1997年)
- 韓国通信 プリテル (1998年)
- 南洋乳業 フレンチカフェー (1998年 - 1999年)
- リアント(シャンプー) (1998年 - 1999年)
- LG電子 (1998年)
- 1492マイルズ (1998年)
- 男性化粧品 vov (1998年)
- T.B.J (1998年)
- Z.P.Z.G (1999年)
- ロッテ三岡ネクスト (1999年)
- CASS(ビール) (1999年)
- サムソン火災 (2000年)
- スポーツ リプレー (2000年)
- ジュエリージュリエット (2000年)
- マクスウェルハウス(コーヒー) (2000年 - 2002年)
- ラジオガーデン (2000年 - 2002年)
- SKテレコム モネタ (2003年)
- INTOIN (2003年 - 2004年)
- TRUGEN (2003年 - 2004年)
- ペンション パインビレッジ (2003年)
- ハイマート (2004年)
- ウリカード(ウリ銀行) (2007年)
- levi strauss Signature (2007年)
- LECAF (2007年)
- ロッテ免税店 (2007年 - )
- ドリームカカオ(ロッテ中国投資有限公社) (2007年 - )
- PARKLAND／J.HASS (2008年 - )
- 現代自動車 トサン (2008年)
- ハンバン化粧品 (2008年)
- フィセン エアコン (2009年 - )
- マインドブリッジ (2009年)
- Zippo (2010年- )

## DVD
- one (2004年12月15日発売)
- youres (2005年6月1日発売)
- ever (2005年6月1日発売)
- yours ever DVD-BOX (2005年6月1日発売)
yoursとeverの2枚組
- ソン・スンホン　ジャパンファンミーティング2007 (2006年6月22日発売)
- ソン・スンホン アジアファンミーティング2006 (2007年3月14日発売)
- 勝負師スペシャルフィーチャー (2008年2月29日)
- 10 through the time 10年の時を経て… メイキング (2008年1月11日発売)
- 10 through the time 10年の時を経て… (2008年1月25日発売)
- 10 Through The Time ソン・スンホン ジャパンファンミーティング 2008 (2008年5月23日発売)
- ソン・スンホン 1年間の軌跡～SSH Memories of 2010～ DVD-SET1 (2011年10月5日発売)
- ソン・スンホン 1年間の軌跡～SSH Memories of 2010～ DVD-SET2 (2011年12月2日発売)

## 写真集
- 約束
- ハル〈一日〉
- 太陽〈テヤン〉プレミアム版
- ソン・スンホン 芸能活動10周年記念スペシャルBOX 「10 through the time 10年の時を経て…」